# Шарп, Карен
Карен Шарп (англ. Karen Sharpe; род. 20 сентября 1934, Сан-Антонио) — американская актриса кино и телевидения, менее известна как продюсер и кастинг-директор.

## Биография
Карен Кэй Шарп родилась 20 сентября 1934 года в городе Сан-Антонио (штат Техас, США). Её родителей звали Говард и Дороти Шарп, оба родом из Индианы, причём в документах переписи-1940 они указаны как Sharp, а не Sharpe. Согласно той же переписи, семья по-прежнему проживала в Сан-Антонио, её глава работал менеджером по продажам в местной электрической компании.
Карен с детства обучалась балету и танцам. В 1947 году, обуреваемая желанием стать киноактрисой, она уговорила родителей переехать в Лос-Анджелес — «Я надеялась, что меня обнаружат на табуретке в аптеке как Лану Тёрнер», говорила она позднее. На новом месте девушка продолжила занятия танцами (её учителем стал известный Адольф Больм). Она посещала кинопробы для Metro-Goldwyn-Mayer, Columbia Pictures и Universal Pictures, но все они оказались неудачными, поэтому пока девушка подрабатывала моделью для обложек журналов (в том числе таких известных как Cosmopolitan и Pageant) и съёмками в рекламе, но тем не менее с 1952 года ей удалось начать сниматься в кинофильмах и телесериалах. В 1966 году Шарп вышла второй раз замуж и окончила карьеру, полностью посвятив себя воспитанию пасынка, падчерицы, а вскоре и двоих совместных с мужем дочерей.
С 1952 по 1967 год снялась в примерно 65 фильмах и телесериалах (в том числе в трёх случаях без указания в титрах). В 1975 году выступила ассистентом продюсера в двух малоизвестных фильмах, в 1979 году — кастинг-директором в успешной ленте «И спотыкается бегущий», в 2000, 2005, 2008 — исполнительным продюсером в шести малоизвестных документальных картинах. В 2019 году Шарп возобновила свою карьеру актрисы, снявшись в малоизвестном короткометражном фильме «Тень судьбы», в мае 2021 года ожидается её появление в полнометражной ленте «Тень судьбы: Полная история».
В 1953 году родители Шарп развелись.
В 1955 году Шарп получила «Золотой глобус» в категории «Лучший дебют» (совместно с Ширли Маклейн и Ким Новак).
В 1959 году Шарп получила «Золотой ключ» от журнала Modern Screen как «одна из самых многообещающих молодых актрис в шоу-бизнесе».
В 1961 году умер отец Шарп, который к тому времени стал довольно состоятельным бизнесменом, и актриса стала единственной наследницей его дела. В течение четырёх лет она продолжала дело отца, но после всё-таки продала его с хорошей выгодой.
После смерти в 2001 году мужа, Шарп основала Библиотеку имени Стэнли Крамера и Премию имени Стэнли Крамера, которая вручается «фильмам, которые показывают провокационные социальные проблемы».

### Личная жизнь
28 сентября 1957 года Шарп вышла замуж за малоизвестного актёра Честера Маршалла (1932—1974). 28 января 1961 года они разъехались, и актриса подала на развод, который официально состоялся 13 сентября 1962 года. Детей у пары не было.
1 сентября 1966 года 32-летняя Шарп вышла замуж за 53-летнего известного режиссёра и продюсера Стэнли Крамера (1913—2001). Пара прожила вместе 35 лет до самой смерти актёра. От брака остались две дочери: Кэт (род. в конце 1960-х), стала малоизвестной актрисой и продюсером; и Дженнифер (род. в начале 1970-х), стала малоизвестной актрисой. Также Шарп стала мачехой детям Крамера от предыдущего брака, Кейси (род. в 1950-х), стала актрисой кино и телевидения; и Ларри (1950—2010), стал малоизвестным кинематографистом.

## Избранная фильмография

### Актриса
Широкий экран
- 1952 — Снайпер / The Sniper — Милли (в титрах не указана)
- 1952 — Странное увлечение / Strange Fascination — Джун Фоулер
- 1952 — Бомба и девушка из джунглей[англ.] / Bomba and the Jungle Girl — Линда Уорд, девушка из джунглей
- 1953 — Побеждённые[англ.] / The Vanquished — Люси Колфакс (в титрах не указана)
- 1954 — Великий и могучий[англ.] / The High and the Mighty — Нелл Бак
- 1955 — Человек с оружием[англ.] / Man with the Gun — Стелла Аткинс
- 1956 — Человек в хранилище[англ.] / Man in the Vault — Бетти Тёрнер
- 1958 — Бойня на Тараве[англ.] / Tarawa Beachhead — Пола Нельсон
- 1964 — Нескладный ординарец[англ.] / The Disorderly Orderly — Джули Блэр

Телевидение
- 1953 — Дни в Долине Смерти / Death Valley Days — Линда Пэрриш (в эпизоде Claim Jumpin' Jennie)
- 1953, 1955—1956 — Видео-театр «Люкс»[англ.] / Lux Video Theatre — разные роли (в 3 эпизодах)
- 1954 — Шоу Эбботта и Костелло[англ.] / The Abbott and Costello Show — Салли Дэвис (в эпизоде Honeymoon House)
- 1955 — Театр General Electric[англ.] / General Electric Theater — дочь хозяина магазинчика (в эпизоде Yankee Peddler)
- 1956, 1958 — Кульминация![англ.] / Climax! — разные роли (в 2 эпизодах)
- 1956—1958 — Дневной спектакль[англ.] / NBC Matinee Theater — разные роли (в 9 эпизодах)
- 1957 — Вест-пойнтская история[англ.] / The West Point Story — Сандра (в эпизоде Courageous Decision)
- 1957 — Миллионер[англ.] / The Millionaire — Анитра Деллано (в эпизоде The Anitra Dellano Story)
- 1957, 1964 — Дымок из ствола / Gunsmoke — разные роли (в 2 эпизодах[англ.])
- 1958 — Майк Хаммер[англ.] / Mickey Spillane's Mike Hammer — Джун Десмонд (в эпизоде Death Gets a Diploma)
- 1958 — По следу[англ.] / Trackdown — Эдит Коллинс (в эпизоде The Young Gun)
- 1958 — Перри Мейсон / Perry Mason — Инес Кайлор (в эпизоде The Case of the Hesitant Hostess)
- 1958, 1960 — Шоу Лоретты Янг[англ.] / The Loretta Young Show — разные роли (в 2 эпизодах)
- 1959 — Театр Westinghouse Desilu[англ.] / Westinghouse Desilu Playhouse — Эми Трэверс (в эпизоде Ballad for a Bad Man)
- 1959 — Янси Дерринджер[англ.] / Yancy Derringer — Патрисия Ли (в эпизоде A Game of Chance)
- 1959 — Техасец[англ.] / The Texan — Джесси Мартин (в эпизоде Private Account)
- 1959 — Ричард Даймонд, частный детектив[англ.] / Richard Diamond, Private Detective — Рут (в эпизоде Echo of Laughter)
- 1959—1960 — Джонни Ринго[англ.] / Johnny Ringo — Лора Томас (в 18 эпизодах)
- 1960 — Бонанза / Bonanza — Шерибель, девушка из салуна (в эпизоде The Ape[англ.])
- 1961 — Дилижанс на Запад[англ.] / Stagecoach West — Руби Уокер (в эпизоде Never Walk Alone)
- 1961 — Ларами[англ.] / Laramie — Мэдж Баррингтон (в эпизоде Handful of Fire)
- 1962—1963 — Сыромятная плеть / Rawhide — разные роли (в 2 эпизодах[англ.])
- 1963 — Дакота[англ.] / The Dakotas — Анджела Мэннинг (в эпизоде Crisis at High Banjo)
- 1963 — Гавайский детектив[англ.] / Hawaiian Eye — Карен Дейл (в эпизоде Two Million Too Much)
- 1963 — Сансет-стрип, 77[англ.] / 77 Sunset Strip — разные роли (в 2 эпизодах[англ.])
- 1964 — Правосудие Бёрка[англ.] / Burke's Law — Дейна Прентисс (в эпизоде Who Killed the Richest Man in the World?)
- 1965 — Человек от Д.Я.Д.И.[англ.] / The Man from U.N.C.L.E. — Хэвенли Кортель (в эпизоде The Hong Kong Shilling Affair[англ.])
- 1965 — Гомер Куча, морпех[англ.] / Gomer Pyle, U.S.M.C. — Пэтти Жилетт (в эпизоде The Jet Set[англ.])
- 1965 — Я мечтаю о Джинни[англ.] / I Dream of Jeannie — Мелисса Стоун (в 2 эпизодах)
- 1966 — Дикий, дикий Вест[англ.] / The Wild Wild West — разные роли (в 2 эпизодах[англ.])

### Прочее
- 1979 — И спотыкается бегущий / The Runner Stumbles — кастинг-директор
- 2000 — Ровно в полдень[англ.] / High Noon — продюсер

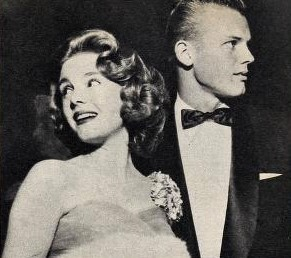
С Тэбом Хантером, 1954 год
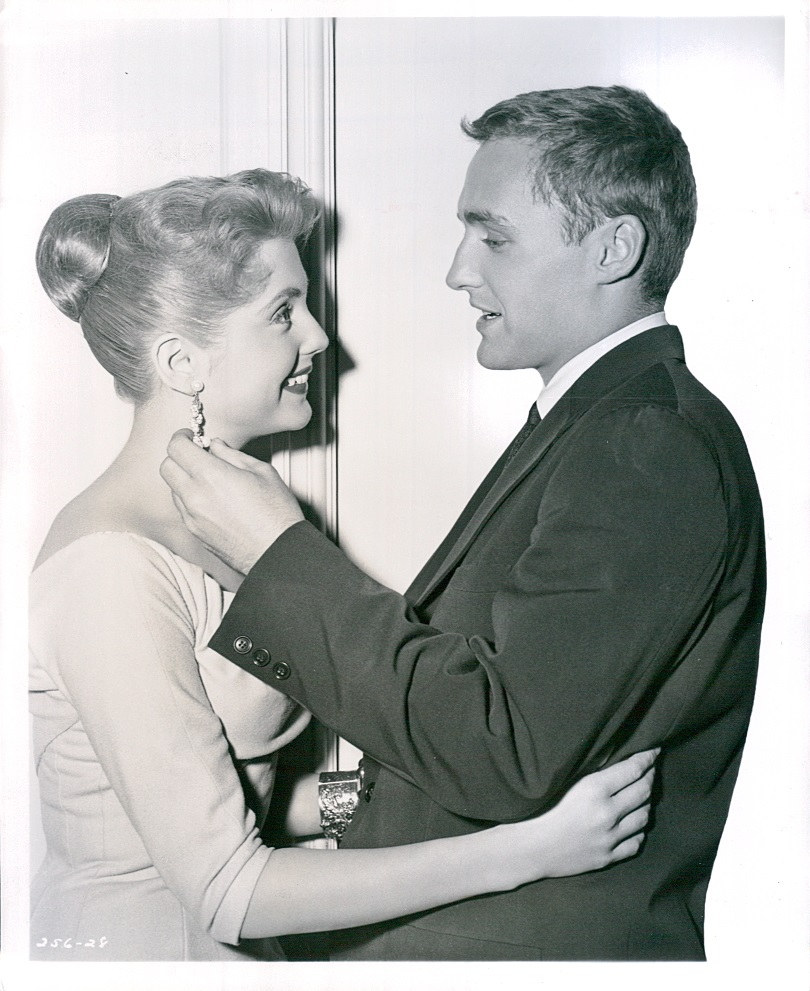
С Деннисом Хоппером в телесериале «Конфликт[англ.]», 1957 год
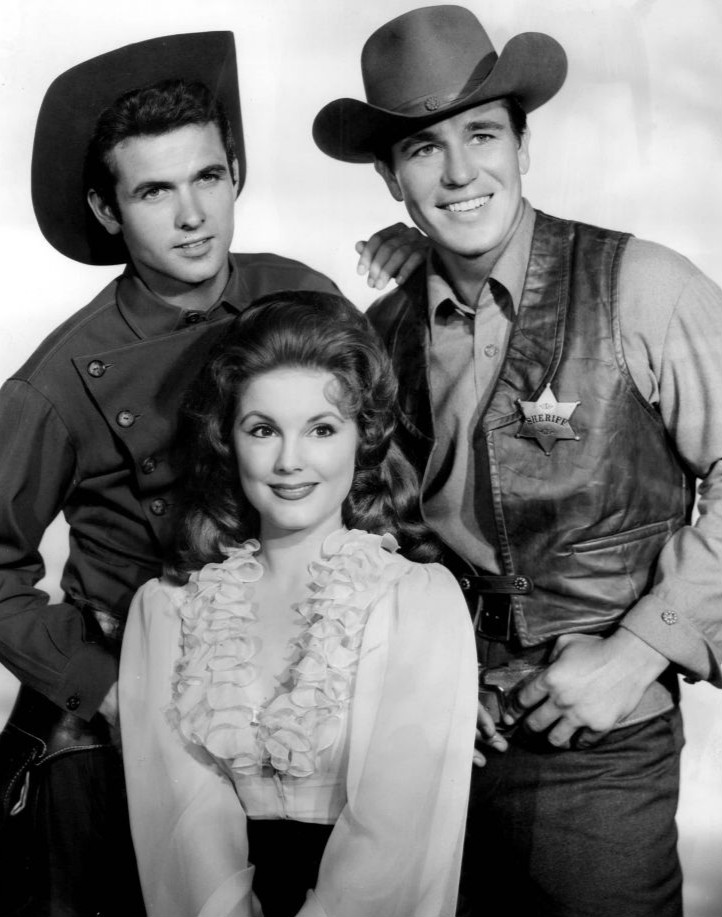
С Марком Годдардом[англ.] (слева) и Доном Дюраном[англ.] в телесериале «Джонни Ринго[англ.]», 1959 год.
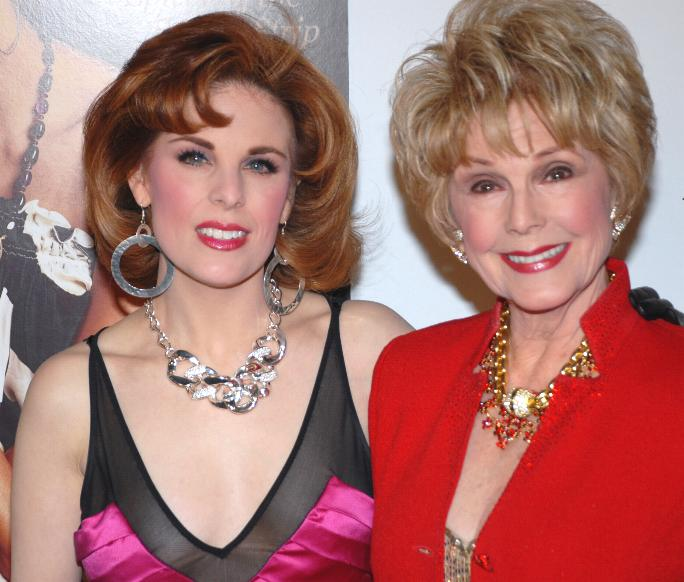
С дочерью Кэт, 2011 год